# Ranked Gaming Client
Ranked Gaming Client ou RGC é uma plataforma Global de Dota com mais de 175mil usuários que preza qualidade nos jogos e um melhor nível dos jogadores. Cada país possui sua própria sala e seus próprios hostbots.
Sir-Rogers idealizava um jogo de Dota com qualidade e com um nível maior ao criar o RGC, esta foi sua principal inspiração para criar sozinho a plataforma.

## Vantagens da Plataforma

### Servidor Dedicado
Cada sala da Plataforma possui um HostBot pago apenas para hostear os jogos assim evitando o lag dos players e desabilita totalmente os Hacks de Custom Kick e a grande maioria dos Map Hackers.

### Sistema de Banimento
A pessoa que for banida no cliente ou na sala não poderá voltar mesmo trocando seu IP ou criando uma nova conta.

### Sistema de Reconnect
O RGC possui um sistema de auto-reconnect, se o jogador perder a conexão e voltar em pouco tempo poderá voltar a jogar na partida que estava antes de perder sua conexão.

### Sistema de Pontos
Possui um sistema de pontuação para diferenciar os níveis dos jogadores.
Pontuação inicial: 1500 Pontos
Ganhar partida: + 5 Pontos
Perder partida: - 3 Pontos
Desconectar: - 10 Pontos

### Sem Fila
Não possui limite nem fila para entrar nas salas.

### Moderação
Possui um site com um sistema de Report em que os podem ser reportados para posteriormente serem devidamente banidos e retirados do canal por um determinado tempo variante de sua infração e de acordo com o julgamento da Moderação. 

### Qualidade de Jogos
A grande maioria dos jogos que são realizados são feitos no modo -CM (Captain Mode) em que o capitão monta uma estratégia de heróis e lanes e cada um desempenha seu devido papel tornando assim o jogo mais competitivo.

### Liga Privada
Possui um sistema de Game-Test para entrar na "Liga Universo Dota Área" em que o nível de Dota dos jogadores é maior.

### Eventos
Desenvolve eventos constantemente com premiações aos melhores.